# Вест-Норрітон Тауншип (округ Монтгомері, Пенсільванія)
Вест-Норрітон Тауншип (англ. West Norriton Township) — селище (англ. township) в США, в окрузі Монтгомері штату Пенсільванія. Населення — 16 201 особа (2020).

## Демографія
Згідно з переписом 2010 року, у селищі мешкали 15 663 особи в 7382 домогосподарствах у складі 3991 родини. Було 7845 помешкань
Расовий склад населення:
| - 83,0 % — білих - 9,0 % — чорних або афроамериканців - 5,2 % — азіатів - 0,1 % — вихідців з тихоокеанських островів - 0,1 % — корінних американців |

До двох чи більше рас належало 1,7 %. Частка іспаномовних становила 3,1 % від усіх жителів.
За віковим діапазоном населення розподілялося таким чином: 15,6 % — особи молодші 18 років, 67,3 % — особи у віці 18—64 років, 17,1 % — особи у віці 65 років та старші. Медіана віку мешканця становила 42,0 року. На 100 осіб жіночої статі у селищі припадало 94,0 чоловіків;  на 100 жінок у віці від 18 років та старших — 90,9 чоловіків також старших 18 років.
Середній дохід на одне домашнє господарство  становив 76 690 доларів США (медіана — 65 289), а середній дохід на одну сім'ю — 90 737 доларів (медіана — 81 734). Медіана доходів становила 52 564 долари для чоловіків та 51 721 долар для жінок. За межею бідності перебувало 6,4 % осіб, у тому числі 2,8 % дітей у віці до 18 років та 8,0 % осіб у віці 65 років та старших.
Цивільне працевлаштоване населення становило 8914 осіб. Основні галузі зайнятості: освіта, охорона здоров'я та соціальна допомога — 20,7 %, науковці, спеціалісти, менеджери — 15,9 %, роздрібна торгівля — 11,6 %, виробництво — 10,3 %.